# 96 Budowlany Batalion Saperów
96 Budowlany Batalion Saperów (niem. Baupionier-Bataillon 96) – pomocniczy oddział wojskowy Wehrmachtu złożony z Ukraińców podczas II wojny światowej.
26 sierpnia 1939 r. w Nagelschmieden na Górnym Śląsku został sformowany 96 batalion budowlany. Składał się z członków Służby Pracy Rzeszy. Po ataku wojsk niemieckich na Polskę 1 września tego roku podporządkowano go IV Korpusowi Armijnemu Grupy Armii "Południe". Po zakończeniu kampanii wrześniowej został skierowany do zachodnich Niemiec. Od 22 czerwca 1941 r. był podporządkowany 17 Armii Grupy Armii "Południe", a następnie Grupy Armii "A", zaś od 1943 r. 18 Armii Grupy Armii "Północ".  Pod koniec września tego roku przekształcono go w 96 batalion budowlany Saperów. Miał cztery kompanie budowlane, w tym 1 i 2 Ukraińskie, 3 Turkiestańską i 4 Wschodnią. Później sformowano 5 Kompanię  Gruzińską. W sierpniu 1944 r. oddział znalazł się w okupowanej Rydze. Od pocz. 1945 r. działał w rejonie Szczecina.